# Isham Green Harris
Pour les articles homonymes, voir Harris.
Isham Green Harris (10 février 1818 - 8 juillet 1897) est un homme politique américain. Il est gouverneur du Tennessee de 1857 à 1862 et sénateur des États-Unis de 1877 jusqu'à sa mort. Il est le premier gouverneur de l'État du Tennessee occidental. Figure centrale dans l'histoire de l'État, Harris est considéré par ses contemporains comme la personne la plus responsable de sortie du Tennessee hors de l'Union et de son alignement avec la Confédération pendant la guerre de Sécession,,.
Harris voit son influence augmenter dans la politique de l'État à la fin des années 1840, quand il fait campagne contre les initiatives contre l'esclavage des Whigs du nord. Il est élu gouverneur sur fond de la montée des luttes transversales à la fin des années 1850, et à la suite de l'élection d'Abraham Lincoln en 1860, il cherche constamment à rompre les liens de l'État avec l'Union. Ses efforts en temps de guerre finissent pas lever plus de 100 000 soldats pour la cause de la Confédération. Après que l'armée de l'Union prend le contrôle du milieu et de l'ouest du Tennessee en 1862, Harris passe le reste de la guerre dans les états-majors des différents généraux confédérés. Après la guerre, il passe plusieurs années en exil au Mexique et en Angleterre.
Après son retour au Tennessee, Harris devient chef de file des démocrates Bourbon de l'État. Au cours de son mandat au Sénat des États-Unis, il défend les droits des États et l'expansion monétaire. En tant que président pro tempore du Sénat dans les années 1890, Harris mène la charge contre les tentatives d'abrogation par le président Grover Cleveland du Sherman Silver Purchase Act.

## Jeunesse et début de carrière
Harris naît dans le comté de Franklin, dans le Tennessee, près de Tullahoma. Il est le neuvième enfant d'Isham Green Harris, un agriculteur et un pasteur méthodiste, et sa femme Lucy Davidson Harris. Ses parents quittent la Caroline du Nord pour le Middle Tennessee en 1806. Il fait ses études à l'académie de Carrick de Winchester, dans le Tennessee, jusqu'à ce qu'il atteigne quatorze ans. Il s'installe à Paris, dans le Tennessee, où il rejoint son frère William, un avocat, et devient commis d'un magasin. En 1838, avec des fonds fournis par son frère, Harris crée sa propre entreprise à Ripley, dans le Mississippi, une région qui a été ouverte récemment aux colons après un traité avec les indiens Chickasaw.
Alors qu'il est à Ripley, Harris étudie le droit. Il vend son entreprise prospère trois ans plus tard, pour 7 000 dollars et revient à Paris où il poursuit des études de droit, avec le juge Andrew McCampbell. Le 3 mai 1841, il est admis au barreau dans le comté de Henry et commence une pratique lucrative à Paris. Il est considéré comme l'un des principaux avocats pénaux de l'état.
Le 6 juillet 1843, Harris épouse Martha Mariah Travis (surnommé « Crockett »), la fille du commandant Edward Travis, un vétéran de la guerre de 1812. Le couple a eu sept fils. En 1850, la famille a une ferme de 300 acres (120 ha) et une maison à Paris. En 1860, l'ensemble de leur propriété a une valeur de 45 000 dollars dont vingt esclaves et une plantation dans le comté de Shelby.
En 1847, les démocrates du comté de Henry convainquent Harris de concourir pour le siège du district au sénat du Tennessee dans l'espoir de contrer la campagne puissante du politicien local du parti Whig, William Hubbard. Les commentaires anti-guerre faits en août par le candidat Whig au congrès du district, William T. Haskell, affaiblissent la campagne de Hubbard, et il quitte la course. Harris défait facilement le remplaçant de dernière minute du parti Whig, Joseph Roerlhoe. Peu de temps après la prise de son siège, il parraine une résolution condamnant la clause Wilmot, qui aurait interdit l'esclavage dans les territoires acquis au cours de la guerre américano-mexicaine.
En 1848, Harris est un électeur pour le candidat vaincu à la présidentielle Lewis Cass. En mai de cette année, il participe à six heures de débat à Clarksville avec Aaron Goodrich, électeur pour Zachary Taylor.
Harris est désigné comme candidat démocrate pour le siège du 9e arrondissement de l'État à la chambre des Représentants des États-Unis en 1849. Après avoir réussi à lier son adversaire à des positions impopulaires du parti national Whig, Harris remporte l'élection facilement. Il passe une grande partie de son mandat à attaquer le compromis de 1850, mais il préside aussi le comité de la Chambre pour les pensions des Invalides. Harris est réélu pour un second mandat, mais après la prise de contrôle de la législature de l'État par le parti Whig en 1851, son district fait l'objet d'un découpage électoral, et il ne brigue pas un troisième mandat.

## Gouverneur du Tennessee
En 1856, Harris est choisi comme électeur de la présidentielle pour l'état du district, une position qui l'oblige à faire campagne dans l'état au nom du candidat démocrate James Buchanan. Il éclipse largement l'électeur whig du district, l'ex-gouverneur Neill S. Brown. Cette campagne donne à Harris une importance au niveau de l'État.

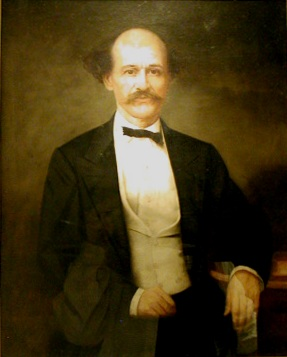
Portrait de Harris par Washington B. Cooper

En 1857, le gouverneur démocrate du Tennessee, Andrew Johnson, est grièvement blessé dans un accident de train, et est incapable de briguer la réélection. Harris est nommé comme son successeur, et se lance dans une campagne qui inclut une série de débats avec son adversaire, Robert H. Hatton. Avec les conflits des sections au Congrès ravitaillant les deux campagnes, ces débats sont souvent enflammés, et des combats éclatent souvent parmi les spectateurs (et à une occasion, entre Harris et Hatton). Hatton est incapable de se distancier vis-à-vis des abolitionnistes du nord, et Harris remporte l'élection par 71 178 voix contre 59 807.
La victoire de Harris ne sonne pas seulement le glas des Known Nothings de l'État qui ont brièvement pris de l'importance à la suite de l'effondrement du parti national whig, mais représente aussi un changement de la politique du Tennessee vers le parti démocrate. Pendant les deux décennies précédentes, les whigs et les démocrates ont été à égalité dans tout l'état, avec les Whigs contrôlant l'est du Tennessee, les démocrates contrôlant le Middle Tennessee, et les deux partis répartis de manière uniforme dans l'ouest du Tennessee. Le débat national sur l'acte Kansas–Nebraska et du cas Dred Scott pousse la question de l'esclavage sur le devant dans le milieu des années 1850, et l'équilibre bascule dans l'ouest du Tennessee en faveur des démocrates. Les 11 000 voix de la victoire de Harris sont relativement importantes, considérant son prédécesseur, Johnson, qui avait gagné avec un peu plus de 2 000 voix en 1853 et 1855.
En 1859, Harris brigue la réélection contre John Netherland, qui a été nommé par un méli-mélo d'ex-Whigs, d'ex-Know Nothings et de démocrates mécontents, connu comme le parti de l'Opposition. Harris fait encore campagne sur la peur de la domination du nord, tandis que Netherland soutient que la constitution des États-Unis fournit la meilleure protection pour les droits du Sud, et qu'il est donc dans l'intérêt de l'État de rester dans l'Union. Le jour de l'élection, Harris gagne par plus de 8 000 voix. Le parti de l'Opposition, cependant, montre sa force en remportant 7 des 10 sièges au Congrès de l'État.

## Sécession et guerre de Sécession

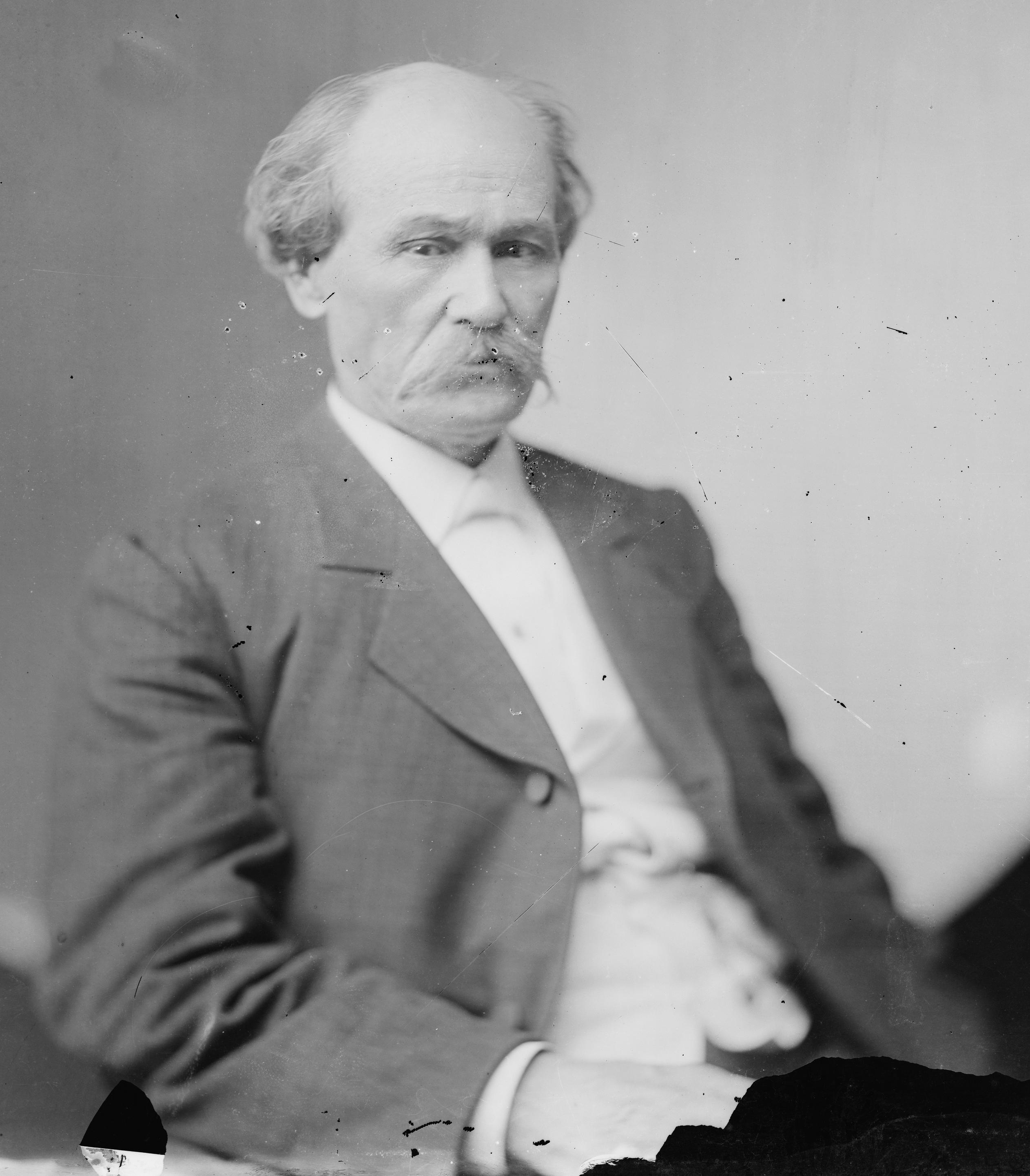
Harris, photographié en tant que membre de l'état-major du général Albert Sidney Johnston au cours de la guerre de Sécession.

Harris soutient John C. Breckinridge pour la présidence en 1860, et avertit que l'état doit considérer la sécession si les « fanatiques téméraires du nord » devait prendre le contrôle du gouvernement fédéral. À la suite de l'élection de Lincoln en novembre, Harris convoque une session extraordinaire de l'assemblée législative le 7 janvier 1861, qui décide un référendum à l'échelle de l'état sur l'opportunité ou non pour le Tennessee d'envisager la sécession. Les journaux pro-unionistes s'en prennent aux actions d'Harris en tant que trahison. Le Carroll Patriot d'Huntingdon écrit qu'Harris est plus digne de la potence que Benedict Arnold. William « Parson » Brownlow, rédacteur en chef du Knoxville Whig, méprise particulièrement Harris, en l'appelant « l'Œil de l'Imposture » et « le Roi Harris », et critique ses actions en tant qu'autocratiques,. Lorsque le référendum a lieu en février, les habitants du Tennessee rejettent la sécession, par un vote de 68 000 contre 59 000.
À la suite de la bataille de Fort Sumter en avril 1861, le président Lincoln ordonne à Harris de fournir 50000 soldats pour réprimer la rébellion. Lisant sa réponse à Lincoln devant une foule bruyante à Nashville le 17 avril, Harris dit, « pas un seul homme ne sera fourni par le Tennessee » et déclare qu'il couperait son bras plutôt que de signer l'ordre. Le 25 avril, Harris convoque une session extraordinaire de l'assemblée législative de l'état, en précisant que l'Union est détruite par la « politique sanglante et tyrannique de l’usurpateur présidentiel », et appelle à mettre fin aux liens de l'État des liens avec les États-Unis. Peu de temps après, la législature autorise Harris à conclure un pacte avec les nouveaux États confédérés d'Amérique.
En mai 1861, Harris commence à organiser et à lever des soldats de ce qui va devenir l'armée du Tennessee. Ce même mois, un bateau à vapeur, le Hillman, qui transporte une cargaison de plomb de Saint-Louis à Nashville, est saisi par le gouverneur de l'Illinois. En réponse, Harris saisit 75 000 dollars du bureau de douane à Nashville. Le 8 juin 1861, les habitants du Tennessee votent en faveur de l'Ordonnance de Sécession, par 104 913 voix contre 47 238. Un groupe de dirigeants pro-unionistes, dans l'Est du Tennessee, qui rejette l'Ordonnance, demande à Harris de permettre à la région de sortir de l'État et de rester dans l'Union. Harris rejette cette demande, et envoie des troupes sous les ordres de Felix K. Zollicoffer dans l'Est du Tennessee. lors de l'élection du gouverneur plus tard dans l'année, William H. Polk, frère de l'ancien président James K. Polk, se présente contre Harris sur un ticket pro-unioniste, mais est défait par 75 300 voix contre 43 495.
L'armée de l'Union envahit le Tennessee, en novembre 1861, et prend le contrôle de Nashville en février de l'année suivante. Harris et la législature de l'État part pour Memphis, mais après la chute de la ville, Harris se joint à état-major du général Albert Sidney Johnston. Lors de la bataille de Shiloh, le 6 avril, Harris trouve Johnston s'effondrant de sa selle et lui demande s'il est blessé, ce à quoi Johnston répond :  « Oui, je crains que cela soit sérieux ». Harris et d'autres officiers d'état-major déplacent le général dans un petit ravin et tentent de lui apporter de l'aide, mais Johnston meurt en quelques minutes. Harris et les autres déplacent secrètement son corps dans l'église de Shiloh afin de ne pas entamer le moral des troupes confédérées.
Harris passe le reste de la guerre comme aide-de-camp dans les états-majors de différents généraux confédérés, parmi eux, Joseph E. Johnston, Braxton Bragg, John B. Hood, et P. G. T. Beauregard. Andrew Johnson est nommé gouverneur militaire par le président Lincoln en mars 1862, bien que Harris soit toujours reconnu comme gouverneur par la Confédération. En 1863, les confédérés du Tennessee élisent Robert L. Caruthers comme successeur d'Harris, mais Caruthers n'a jamais eu de bureau. Harris émet encore des édits en tant que gouverneur jusqu'en novembre 1864.
Après la guerre, le congrès des États-Unis adopte une résolution commune permettant au gouverneur du Tennessee d'offrir une récompense pour l'arrestation de Harris parce qu'il est « coupable de trahison, de parjure et de vol ». Brownlow, qui est devenu gouverneur, émet un mandat pour l'arrestation de Harris
et promet une récompense de 5 000 dollars sur lui. Brownlow raille Harris dans le mandat, en précisant que « ses yeux sont profonds et pénétrants  - un parfait indicateur d'un cœur d'un traître - avec la grimace et le froncement des sourcils d'un démon qui repose sur son front. Son étude de la malice et la pratique de la criminalité lui ont amené une calvitie précoce et une barbe grise ». Il remarque en outre que Harris « mâche du tabac rapidement et est très friand de liqueurs ».
Harris s'enfuit au Mexique, où lui et plusieurs autres ex-confédérés tentent de rallier l'empereur Maximilien,. Après la chute de Maximilien en 1867, cependant, Harris est de nouveau contraint de fuir, cette fois vers l'Angleterre. Plus tard cette année-là, après avoir appris que Brownlow a annulé son mandat, Harris retourne au Tennessee. En passant par Nashville, il appelle Brownlow, qui dit l'avoir salué avec ces paroles « pendant que la lampe  brûle, les plus vils pécheurs peuvent revenir ». Par la suite, il retourne à Memphis pour pratiquer le droit.

## Sénat des États-Unis

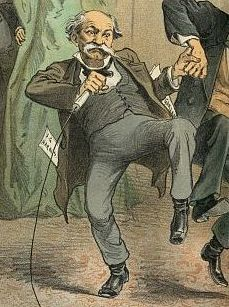
Caricature de Harris paru dans le magazine Puck en 1886

En 1877, la législature de l'état du Tennessee, qui est de nouveau contrôlé par les démocrates, élit Harris à l'un des sièges de l'État pour le sénat des États-Unis. L'une de ses premières affectations, au 46e congrès (1879-81), est le comité du district de Columbia. Les affectations ultérieures comprennent le comité sur les maladies épidémiques lors du 49e congrès et jusqu'au 52e congrès (1885-93) et le comité sur les demandes de terres privées lors du 54e  (1895-97).
Au cours de son premier mandat au sénat, Harris devient le leader des démocrates Bourbon du Tennessee, une aile du parti démocrate qui soutient généralement le laissez-faire du capitalisme et l'étalon-or. En tant que tel, Harris passe le début de sa carrière au sénat à prôner un strict constructionnisme et un gouvernement limité, les droits des États, et des droits de douane bas. En 1884, il est interviewé par le président-élu Grover Cleveland pour un poste ministériel. En 1887, il prononce un discours passionné en faveur de l'abrogation de la loi du l'occupation du bureau. En 1890, Harris dénonce la loi Lodge, qui aurait protégé les droits de vote des Afro-américains dans le Sud, affirmant qu'elle viole les droits des État.
Bien que démocrate bourbon, Harris, représentant un état agraire, est aussi un « démocrate d'argent », croyant que les politiques pro-argent protègent les fermiers. Il soutient la loi Fade–Allison de 1878, qui autorise le gouvernement fédéral à acheter de l'argent afin d'éviter la déflation des prix des cultures. Il soutient également la loi du remplacement, la loi d'achat d'argent de Sherman de 1890. En 1893, le président Cleveland, inquiet de ce que la loi Sherman épuise l'approvisionnent en or des États-Unis, en demande l'abrogation. Lorsque le vote arrive au sénat en octobre, Harris, en tant que président pro tempore, lance un flibustier (procédure parlementaire) dans l'espoir de prévenir l'acte de l'abrogation, mais en vain. Mécontent de l'abrogation de la loi Sherman, Harris fait campagne pour le candidat à la présidence malchanceux et adversaire à la norme sur l'or William Jennings Bryan en 1896.

## Mort et mémoire

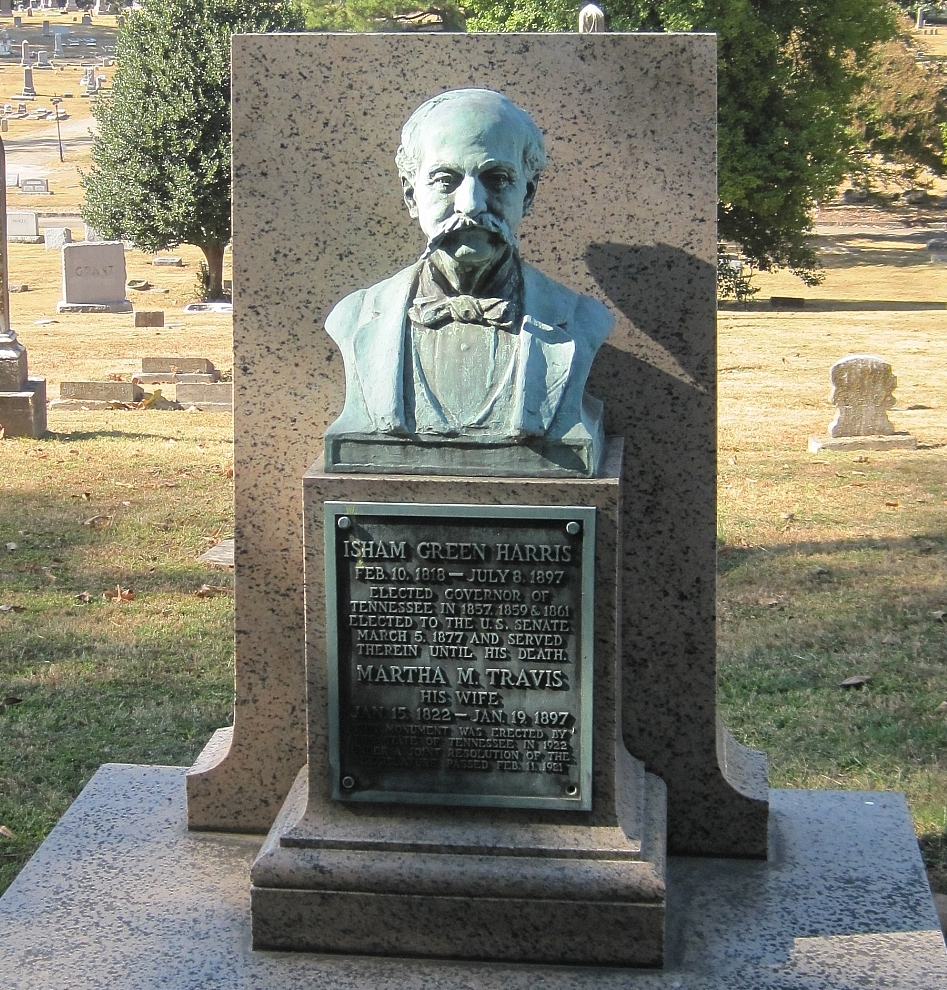
Harris tombe au Cimetière Elmwood

Harris meurt en poste le 8 juillet 1897. Ses obsèques ont eu lieu dans la salle du sénat du capitole des États-Unis. Le député Walter P. Brownlow, un neveu de l'ancien rival d'Harris, Parson Brownlow, est parmi ceux qui font un éloge en son honneur. Il est inhumé au cimetière d'Elmwood à Memphis, où de nombreuses personnalités politiques célèbres du Tennessee occidental sont enterrées.